# 116ª Brigata di difesa territoriale
La 116ª Brigata autonoma di difesa territoriale (in ucraino 116-та окрема бригада територіальної оборони?, 116-ta okrema bryhada terytorial'noї oborony, unità militare А7044) è la principale unità delle Forze di difesa territoriale dell'Ucraina dell'oblast' di Poltava, subordinata al Comando operativo "Nord" delle Forze terrestri.

## Storia
Appena dopo la sua istituzione, il 13 giugno 2018 è stata effettuata la prima esercitazione della brigata. Il 14 e il 15 dicembre dello stesso anno si è svolta un'ulteriore sessione di addestramento per i riservisti. Il 23 febbraio 2019 oltre 500 uomini hanno partecipato alle esercitazioni di tiro presso i poligoni della regione di Poltava. Il 3 giugno 2019 è iniziata una settimana di formazione per il personale della riserva e per gli ufficiali in congedo.
La brigata è stata mobilitata in seguito all'invasione russa dell'Ucraina del 2022. All'inizio della guerra, durante la notte fra il 26 e il 27 febbraio, ha cooperato con altre unità delle forze armate ucraine nella distruzione di due colonne di veicoli nemici nei pressi di Hadjač. Per oltre dieci giorni le truppe russe hanno cercato di superare il fiume Sula al confine fra le regioni di Sumy e di Poltava, venendo fermate dall'artiglieria della brigata. Nel corso di questi scontri ha catturato numerosi carri armati e altri veicoli, successivamente trasferiti a unità dell'esercito regolare. Il 3 dicembre 2022 la brigata ha ricevuto la bandiera di guerra da parte del comandante in capo delle Forze di difesa territoriale Ihor Tancjura. Nel gennaio 2023 elementi della brigata sono stati impiegati fra Soledar e Bachmut.
Ad aprile la brigata è stata schierata ad Avdiïvka insieme alla 53ª Brigata meccanizzata e alla 36ª Brigata fanteria di marina. All'inizio di ottobre la brigata, insieme alla 79ª Brigata d'assalto aereo, è stata investita da una massiccia offensiva russa volta a circondare la città, la quale ha visto un impiego di uomini e mezzi in numeri che non si erano più visti dalle prime fasi della guerra. Tuttavia l'attacco si è rivelato organizzato e condotto in modo pessimo, risultando in perdite elevatissime per la 90ª Divisione corazzata russa. A dicembre, a causa della crescente pressione russa a nord di Avdiïvka, la brigata ha sfruttato un contrattacco della 47ª Brigata meccanizzata nell'area del villaggio di Stepove per ritirarsi e stabilire una nuova linea difensiva.
Nei primi mesi del 2024 l'unità ha sostenuto la difesa della 79ª Brigata del villaggio di Novomychajlivka, preso d'assalto in numerose occasioni dalla 155ª Brigata fanteria di marina russa, la quale è stata respinta subendo forti perdite.

## Struttura
- Comando di brigata[15]
- 144º Battaglione di difesa territoriale (Poltava, unità militare А7310)[16]
- 145º Battaglione di difesa territoriale (Kremenčuk, unità militare А7311)[17]
- 146º Battaglione di difesa territoriale (Hadjač, unità militare А7312)[18]
- 147º Battaglione di difesa territoriale (Lubny, unità militare А7313)[19]
- 148º Battaglione di difesa territoriale (Myrhorod, unità militare А7314)[20]
- 149º Battaglione di difesa territoriale (Lochvycja, unità militare А7315)[21]
- Compagnia sistemi senza pilota "Alkor"
- Unità di supporto

## Comandanti
- Colonnello Kostjantyn Kalent'jev (giugno 2018 - settembre 2022)[22]
- Colonnello Oleksandr Čachlov (settembre 2022 - novembre 2023)[23]
- Colonnello Maksym Lytvynenko (novembre 2023 - in carica)[24]